# Erich Gühler
Erich Gühler (Bunzlau, 6 febbraio 1859 – Hong Kong, 21 gennaio 1911) è stato un ammiraglio tedesco, che dopo aver ricoperto vari incarichi di stato maggiore, e fu comandante dell'avviso Loreley.  Nominato addetto navale a Tokyo, in Giappone, nel 1898, ricoprì tale incarico fino al dicembre 1902. Rientrato in Germania fu comandante ddell'incrociatore corazzato Prinz Heinrich e della nave da battaglia Kaiser Karl der Grosse. Promosso contrammiraglio, il 15 maggio 1910 assunse il comando dell'Ostasiengeschwader in Asia orientale, ricoprendo tale incarico fino alla data della sua morte.

## Biografia

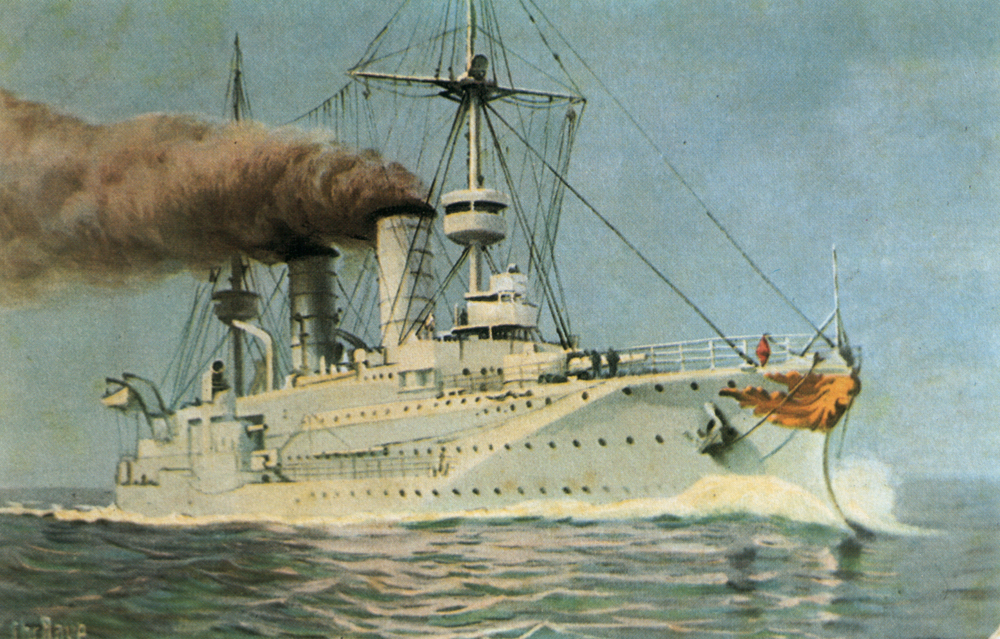
L'incrociatore corazzato Prinz Heinrich in un dipinto di Christopher Rave (1881-1933).

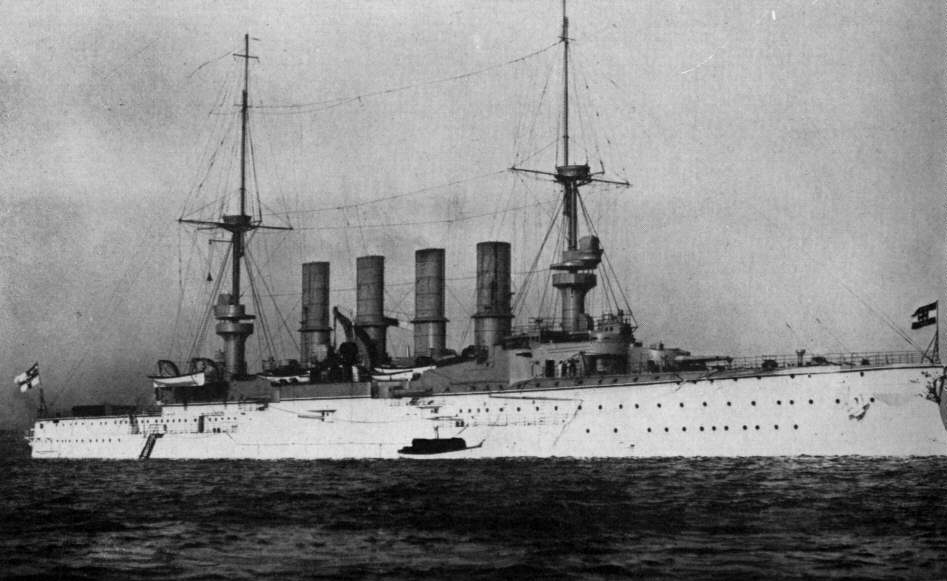
L'incrociatore corazzato Scharnhorst, nave ammiraglia dell'Ostasiengeschwader, in una foto del 1909.

Nacque a Bunzlau il 6 febbraio 1859, ed entrò a far parte della Kaiserliche Marine in qualità di cadetto il 28 aprile 1876. Effettuò la formazione di base come marinaio a bordo della fregata a vela Niobe e poi frequentò la Accademia navale di Kiel. Dopo un periodo di imbarchi su varie unità,  dal 19 ottobre 1879 al 2 maggio 1881, seguì ulteriori corso presso la scuola navale. A ciò seguirono vari incarichi sulle navi come aiutante di bandiera e ufficiale di guardia. Da una di queste missioni, alcune delle quali avvenute all'estero,  ritornò in Germania a bordo del piroscafo Braunschweig ottenendo una breve licenza. Il 1º ottobre 1890 riprese i corsi di studio presso l'Accademia navale, che vennero interrotti da un incarico di cinque mesi come ufficiale di rotta sulla nave da battaglia Oldenburg. Al termine dell'incarico, il 1º aprile 1892 fu nominato Kapitänleutnant, ed entrò in servizio, come aiutante dello Stato maggiore della stazione navale del Mare del Nord. Dal novembre 1894 al settembre 1895 fu comandante dell'avviso Loreley e poi divenne primo ufficiale sulla nave da battaglia Sachsen
Durante il suo servizio, dal 28 maggio 1896 al 29 settembre 1898, come ufficiale di stato maggiore dell'ammiraglio comandante il I. Geschwader (1ª Squadra da battaglia) fu promosso Korvettenkapitän. Successivamente prestò servizio per un anno presso il dipartimento centrale del Reichsmarinamt a Berlino.
L'addetto navale a Tokyo Hubert von Rebeur-Paschwitz (1863-1938), che era arrivato in Giappone nel 1898, dovette essere urgentemente trasferito a Washington, negli Stati Uniti d'America. Per la prima volta dalla prima guerra sino-giapponese (1894-1895, l'occupazione delle posizioni di addetto militare negli USA poteva essere concordata politicamente. A causa della particolare situazione nell'Asia orientale e dei buoni rapporti intercorrenti tra Giappone e Germania, alla posizione di addetto navale a Tokyo non poteva rimanere vacante per lungo tempo. Pertanto, nell'agosto 1898, egli venne inviato i Tokyo, dove prese servizio il 1º ottobre 1899. Il rappresentante commerciale della legazione tedesca a Tokyo a quel tempo era Casimir Graf von Leyden (1852-1939). Durante l'incarico in Giappone in cui aveva lo status diplomatico ebbe modo di raccogliere numerose informazioni, che egli si premurava di trasmettere subito al Segretario di Stato del Reichsmarineamt Alfred von Tirpitz, da cui formalmente dipendeva, e non al Ministero degli esteri. Durante il suo incarico a Tokyo, fu testimone del rapido sviluppo industriale del Giappone, che ebbe un notevole impatto sull'industria della difesa e sulla politica delle costruzioni navali. La casta militare giapponese ebbe sempre una notevole influenza sulla politica governativa, e favorì il riavvicinamento tra la Gran Bretagna e il Giappone che fu sigillato con la firma del trattato congiunto di alleanza militare avvenuta a Londra il 30 gennaio 1902. Nell'ottobre dello stesso anno fu decisa la sua sostituzione come addetto navale, che avvenne alla fine dell'anno con l'arrivo di Konrad Trummler (1864-1936).
Rientrato in Germania, fu in servizio presso il comandante della Stazione navale del Mar Baltico e fu membro della commissione ispettiva delle navi dall'aprile al settembre 1903. Successivamente, promosso Kapitän zur See, comandò l'incrociatore corazzato Prinz Heinrich, e la nave da battaglia Kaiser Karl der Grosse.
Il 30 settembre 1905 fu trasferito presso lo Stato maggiore dell'Ammiragliato (Admiralstab), lavorando contemporaneamente come insegnante all'Accademia Navale di Kiel. A ciò seguì l'incarico di Capo di stato maggiore presso il comando della Stazione navale del Mare del Nord a Wilhelmshaven dove rimase per due anni. In questa posizione fu promosso contrammiraglio il 6 giugno 1908 e il 29 settembre dello stesso anno fu nominato vicecomandante del II. Geschwader (2ª Squadra da battaglia). Il 15 maggio 1910 assunse il comando dell'Ostasiengeschwader, in Asia orientale, alzando la sua insegna incrociatore corazzato Scharnhorst. Ammalatosi di febbre tifoide si spense a Hong Kong il 21 gennaio 1911.

### Fonti
1. ↑  Bradley, Hildebrand, Henriot 1988, pp. 470-471.
2. 1 2 3 4  Gießler 1976, p. 311.
3. 1 2  Stephenson 2017, p. 137.